# Georg Hoffmann (pływak)
Georg Hoffmann (ur. 1880, zm. 1947) – niemiecki pływak, skoczek do wody, wicemistrz olimpijski, uczestnik Letnich Igrzysk Olimpijskich 1904 w Saint Louis oraz Olimpiady Letniej 1906.
Podczas igrzysk olimpijskich w Saint Louis zdobył dwa srebrne medale, w pływaniu na 100 jardów stylem grzbietowym i w skokach do wody z trampoliny. W wyścigu na 440 jardów stylem klasycznym zajął 4. miejsce.
Podczas Olimpiady Letniej zdobył srebrny medal w skokach do wody.